# Casa Delgado
La Casa de Manuel Delgado  llamada popularmente Casa Delgado, es un edificio modernista, con detalles historicistas  de la ciudad española de Ceuta. Se encuentra en el paseo del Revellín, n.º 20 del Península de La Almina, y es un Bien de Interés Cultural.

## Historia
Fue construido en 1913 para Manuel Delgado, siendo su arquitecto un misterio.

## Descripción
Construido en ladrillo macizo, consta de planta baja, principal y otras dos más. Su única fachada cuenta con unos bajos, con arcos escarzanos en el centro, en el que se sitúa la puerta de madera de acceso al portal y en los extremos, los restantes, arcos planos, mientras en la principal arcos de medio punto dan paso a una balconada corrida, flanqueada en sus extremos por miradores, que recorren las tres plantas y acaban en frontones curvos, mientras la principal cuenta con un balcón central y la última por ventanas bíforas. Los balcones y antepechos se cierran con balaustradas de mármol blanco, que también se presenta en las decoraciones de hojas de acanto, caras humanas y cabezas de león.